# William E. DePuy

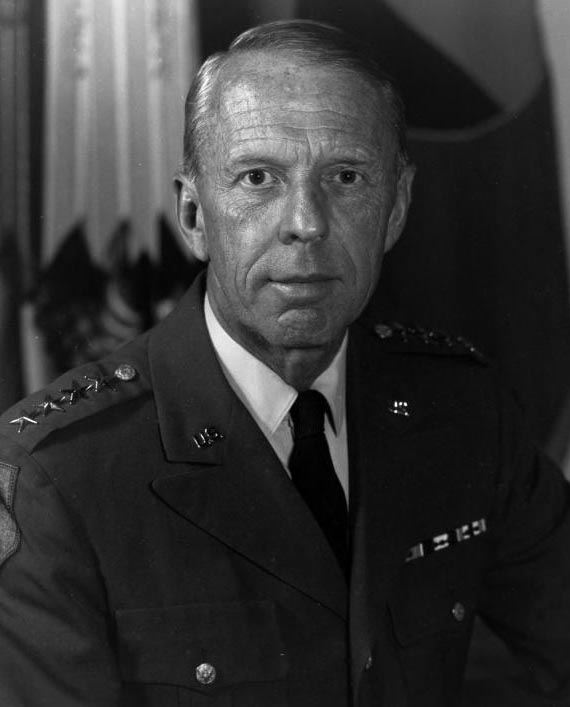
General William E. DePuy

William Eugene DePuy (* 1. Oktober 1919 in Jamestown, North Dakota; † 9. September 1992 in Arlington County, Virginia) war ein US-amerikanischer General der US Army, der unter anderem zwischen 1973 und 1977 Kommandeur des Heereskommandos für Ausbildungs- und Schulungsentwicklung TRADOC (US Army Training and Doctrine Command) war.

## Leben

### Zweiter Weltkrieg und Nachkriegszeit
DePuy begann nach dem Schulbesuch ein Studium der Wirtschaftswissenschaften an der South Dakota State University, das er 1941 mit einem Bachelor of Science (B.S. Economics) abschloss. Im Anschluss trat er als Leutnant in die US Army ein und fand verschiedene Einsätze als Offizier während des Zweiten Weltkrieges im 357. Infanterieregiment der 90. Infanteriedivision (90th Infantry Division). Als Major und Operations- und Ausbildungsoffizier dieses Regiments wurde ihm am 23. Dezember 1944 der Silver Star verliehen. 1945 war er bereits Oberstleutnant und Kommandeur des  1. Bataillons des 357. Infanterieregiments. Für seine Verdienste bei der Überquerung der Mosel sowie der Sicherung von Brodenbach wurde ihm 26. Februar 1945 und am 19. März 1945 jeweils ein weiterer Silver Star sowie am 18. Mai 1945 das Distinguished Service Cross verliehen.
Nach Kriegsende folgten zahlreiche weitere Verwendungen als Offizier und Stabsoffizier in Einheiten der US Army. Im August 1945 begann er seine Ausbildung am Command and General Staff College (CGSC) in Fort Leavenworth und wurde im Anschluss Offizier im Büro des Assistierenden Chefs des Generalstabes (G 1) des Heeres im US-Kriegsministerium. Nachdem er zwischen 1948 und 1949 einen Russischsprachkurs am Defense Language Institute (DLI) und danach einen Lehrgang an der Strategic Intelligence School besucht hatte, wurde er 1949 zunächst Assistierender und später kommissarischer Militärattaché an der Botschaft in der Volksrepublik Ungarn. Nach seiner Rückkehr übernahm er 1950 in der Central Intelligence Agency (CIA) den Posten als China-Referent und absolvierte anschließend ab Februar 1953 einen Lehrgang am Armed Forces Staff College in Norfolk. Danach fand er zwischen 1953 und 1956 Verwendung bei den US-Streitkräften in Deutschland und war nacheinander Assistierender Stabsoffizier (G 3) des V. US-Korps (V Corps), Kommandeur (Commanding Officer) des 2. Bataillons des 8. Infanterieregiments der 4. Infanteriedivision (4th Infantry Division) sowie kommissarischer stellvertretender Chef des Stabes des V. US-Korps.
1956 kehrte DePuy nach Washington, D.C. zurück und war bis 1960 Referent für Streitkräftestruktur, Grundsatz- und Ausbildungsplanung im Büro des Chefs des Heeresstabes (Chief of Staff of the Army), General Maxwell D. Taylor beziehungsweise General Lyman L. Lemnitzer. 1960 begann er eine weitere Ausbildung am Imperial Defence College (IDC) in London und fand im Anschluss zwischen 1961 und Mai 1962 erneut Verwendung in Deutschland, und zwar als Kommandeur der in Schweinfurt stationierten 1. Kampfgruppe des 30. Infanterieregiments der 3. Infanteriedivision (3rd Infantry Division). Nach seiner Rückkehr wurde er im Mai 1962 Referatsleiter für Spezialkriegsführung im Büro des stellvertretenden Chefs des Heeresstabes für militärische Operationen sowie danach Referatsleiter für Planung und Programme beim Assistierenden Chef des Heeresstabes für Streitkräfteentwicklung.

### Vietnamkrieg und Aufstieg zum General
Als Brigadegeneral war DePuy zu Beginn des Vietnamkrieges zwischen Mai 1964 und März 1966 Assistierender Chef des Stabes für Operationen (Assistant Chief of Staff, J-3 (Operations)) des Oberkommandos der US-Streitkräfte in Südvietnam MACV (Military Assistance Command, Vietnam). Für seine dortigen Verdienste wurde er am 19. August 1966 mit der Army Distinguished Service Medal ausgezeichnet.
Im März 1966 löste er Generalmajor Jonathan O. Seaman als Kommandeur der 1. Infanteriedivision (1st Infantry Division), der The Big Red One, ab und bekleidete diesen Posten bis Dezember 1966, woraufhin Generalmajor John H. Hay Jr. im Januar 1967 seine Nachfolge antrat. Für seine militärischen Leistungen während der Operation Attleboro im November 1966 wurde ihm am 7. Februar 1967 ein weiteres Distinguished Service Cross sowie am 18. April 1967 eine weitere Army Distinguished Service Medal verliehen. Er war zwischen März 1968 und Januar 1969 Sonderassistent für Aufstandsbekämpfung und besondere Aktivitäten im Büro der Vereinigten Stabschefs (Joint Chiefs of Staff). In dieser Funktion leistete er maßgebliche Beiträge für die US-amerikanischen Einsätze auf den Gebieten der nationalen Militärstrategie in Südostasien, die Planung und Durchführung von Friedensprogrammen in Vietnam, der Modernisierung und Verbesserung der Streitkräfte Südvietnams sowie der Lenkung internationaler Verhandlungen mit Nordvietnam und wurde für diese Beiträge 1969 erneut mit der Army Distinguished Service Medal ausgezeichnet.
Im März 1969 wurde DePuy als Generalleutnant Assistierender Vizechef des Stabes des US-Heeres (Assistant Vice Chief of Staff of the Army) und bekleidete diese Funktion bis Februar 1973. Aufgrund seiner Verdienste wurde ihm eine weitere Army Distinguished Service Medal verliehen. Zuletzt wurde er am 1. Juli 1973 zum General befördert und daraufhin erster Kommandeur des neu geschaffenen Heereskommandos für Ausbildungs- und Schulungsentwicklung TRADOC (US Army Training and Doctrine Command). Er übte diese Funktion bis zu seinem Eintritt in den Ruhestand am 30. Juni 1977 aus und wurde im Anschluss am 1. Juli 1977 von General Donn A. Starry abgelöst. In seiner Amtszeit wurde mehrere Einrichtungen und Programme des TRADOC gegründet und ausgebaut wie zum Beispiel das US Army Training Support Center, das Scenario Oriented Recurring Evaluation System, die Soldier’s Manuals and Skill Qualification Tests sowie das Army Training Evaluation Program. Aufgrund seiner dortigen Verdienste bei der Verbesserung der Ausbildungs- und Schulungsentwicklung wurde ihm eine weitere Army Distinguished Service Medal verliehen.
Aus seiner im Juni 1951 geschlossenen Ehe mit Marjory Kennedy Walker gingen der Sohn William E. DePuy, Jr., sowie die beiden Töchter Joslin and Daphne DePuy hervor.

## Auszeichnungen
Auswahl der Auszeichnungen, sortiert in Anlehnung der Order of Precedence of Military Awards:
- Distinguished Service Cross  (2×)
- Army Distinguished Service Medal (5×)
- Air Force Distinguished Service Medal
- Silver Star (3×)
- Purple Heart (2×)
- Legion of Merit
- Distinguished Flying Cross
- Bronze Star
- Air Medal